# سلمان (اسم)
سلمان هو اسم علم مذكر من أصل عربي، ومعناه هو  الخالص من كل عيب، السليم، ويسمي به المسلمون حبًا بالصحابي سلمان الفارسي.

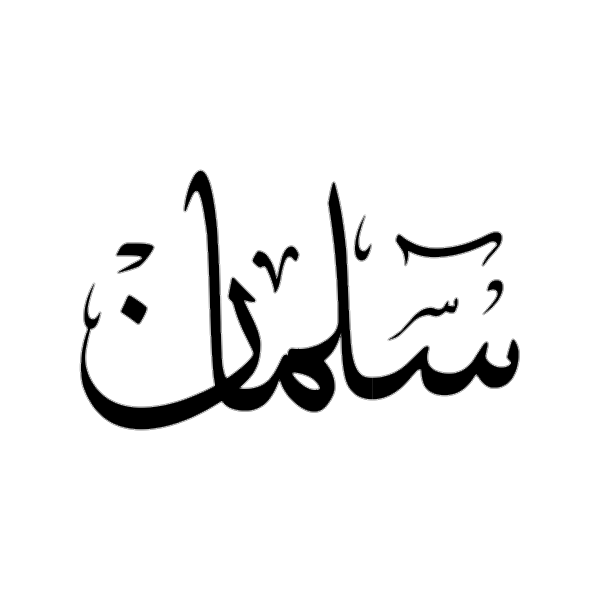
اسم سلمان مكتوب بخط الثلث بالزخارف العربية

## الأصل اللغوي
سلمان اسم علم مذكر عربي، يُشتق من الجذر الثلاثي (س-ل-م)، الذي يدل على السلامة والخلو من العيوب، ويُفسر الاسم بأنه "السليم" أو "الخالي من العيوب والآفات". ورد في معاجم اللغة أن "سَلمان" قد يكون من باب التفاؤل بالسلامة، كما يُستعمل بمعنى القوي المنيعة سلامته، أو الكامل خلقاً وخَلقاً.
الاسم معروف منذ العصر الإسلامي، واشتهر به الصحابي سلمان الفارسي، الذي يُعد من أوائل الداخلين في الإسلام من غير العرب.

## شخصيات تحمل الاسم
- سلمان الفارسي (القرن 6 – 657)
- سلمان الفرج (لاعب كرة قدم سعودي، 1 أغسطس 1989[6] – )
- سلمان بن إبراهيم آل خليفة (لاعب كرة قدم بحريني، 2 نوفمبر 1965 – )
- سلمان بن حمد آل خليفة (21 أكتوبر 1969 – )
- سلمان بن عبد العزيز آل سعود (ملك المملكة العربية السعودية، 31 ديسمبر 1935[7] – )
- سلمان تيسير (سياسي باكستاني، 31 مايو 1944 – 4 يناير 2011)
- سلمان خان (27 ديسمبر 1965[8] – )
- سليمان الخراشي، كاتب إسلامي سلفي.
- سلمان خان (تربوي أمريكي ومؤسس أكاديمية خان، 11 أكتوبر 1976 – )
- سلمان رشدي (19 يونيو 1947[9][10][11] – )
- سلمان واكسمان (22 يوليو 1888[12][13][14] – 16 أغسطس 1973[12][13][15])

## وصلات خارجية
- موسوعة السلطان قابوس لأسماء العرب نسخة محفوظة 5 أبريل 2019 على موقع واي باك مشين.